# Benerville-sur-Mer
Benerville-sur-Mer é uma comuna francesa na região administrativa da Normandia, no departamento Calvados. Estende-se por uma área de 3,02 km². Em 2010 a comuna tinha 449 habitantes (densidade: 148,7 hab./km²).